# Passivhus

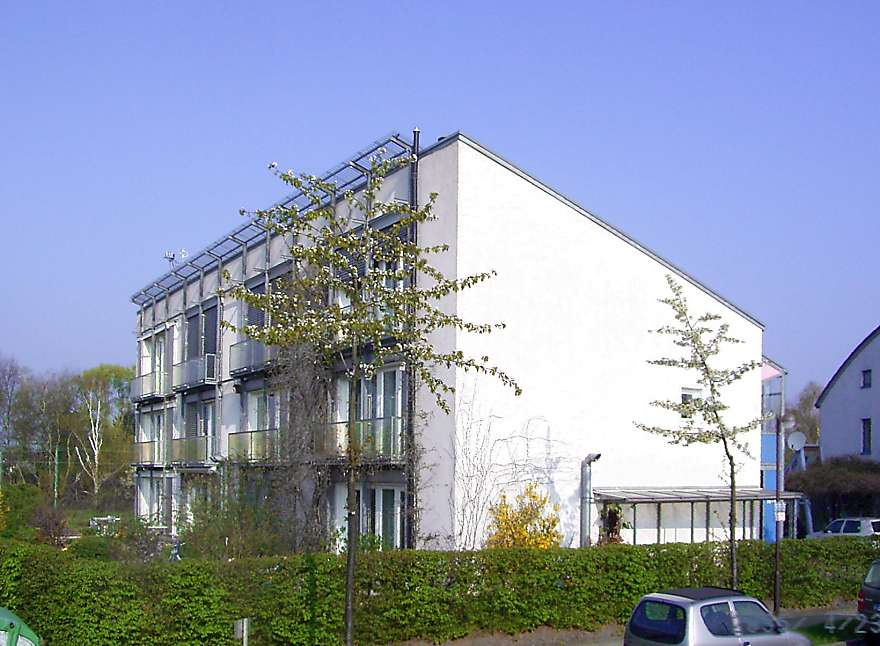
Ett av de ursprungliga passivhusen i Darmstadt

Principskiss

Exempel på fönsterkonstruktion till passivhus

Passivhus är byggnader som baseras på en samling byggtekniker för att skapa energisnåla hus. Teknikerna kan tillämpas både på småhus, flerbostadshus och andra byggnader.

## Historik
Idégivare om en standard för passivhus var Bo Adamson på Lunds tekniska högskola och Wolfgang Feist på tyska Institut für Wohnen und Umwelt (Institutet för bostäder och miljö) i Darmstadt 1988. Konceptet vidareutvecklades under ett antal forskningsprojekt med finansiellt stöd från det tyska förbundslandet Hessen, och 1996 grundade Wolfgang Feist det tyska Passivhaus Institut , som sedan vidareutvecklades till den internationella paraplyorganisationen International Passive House Association (iPHA). Feist sägs ha myntat själva begreppet "passivhus".
I Sverige har Forum för Energieffektiva Byggnader (FEBY)  utvecklat den för svenska förhållanden anpassade kravspecifikationen "FEBY Guld".
År 2011 bildades Intressegrupp Passivhus Sverige , som arbetar efter de nu internationellt fastställda kraven för passivhus .

## Teknik
Tekniken för passivhus innebär att hus byggs För att minimera värmeförluster genom klimatskalet, genom effektiv ventilation samt genom att tillvarata värme från de boende, elektriska apparater och instrålad sol. Detta innebär ett lufttätt klimatskal med extra tjock isolering samt fönster och dörrar med låga U-värden. Riktlinjerna för passivhus är att byggnaden inte får göra av med mer än 15 kWh/m²/år. De svenska normerna för passivhus motsvaras av FEBY Guld, där byggnadens värmeförluster inte får överstiga 14 W per kvadratmeter, men med tillägg för mindre byggnader och byggnader med högre luftflöden.

## Nollenergihus och plusenergihus
- Nollenergihus är passivhus som med hjälp av till exempel solceller  producerar lika mycket energi som de använder.
- Plusenergihus kan i grunden vara ett passivhus som producerar mer energi än de använder[12][11]

## Marknadsöversikt
Energimyndigheten tillsammans med Passivhuscentrum  med flera presenterar varje år en oberoende marknadsöversikt.. I denna kan man se vilka småhusleverantörer som säljer energieffektiva hus på den svenska marknaden. Forum för Energieffektiva Byggnader redovisar byggnader denna organisation certifierat, eller verifierat, på sin webbplats.